# Вылчанка
Вылчанка (болг. Вълчанка) — село в Болгарии. Находится в Кырджалийской области, входит в общину Кирково. Население составляет 143 человека.

## Политическая ситуация
В местном кметстве Вылчанка, в состав которого входит Вылчанка, должность кмета (старосты) исполняет Идриз Исмаил Исмаил (Движение за права и свободы (ДПС)) по результатам выборов правления кметства.
Кмет (мэр) общины Кирково — Шукран Кязим Идриз (Движение за права и свободы (ДПС)) по результатам выборов.